# Robert Bladt
Robert Bladt (født i 1970) er en dansk teolog og forfatter.
Han er uddannet fra Menighedsfakultetet og er nu forstander på Børkop Højskole. Tidligere var han generalsekretær for Kristeligt Forbund for Studerende.

### Bøger
- I samme båd (1996) ISBN 8756453752
- Kampen om den stjålne Kristus (1997) ISBN 8756454406
- Herrens profet Jeremias: bibelstudie over udvalgte afsnit af Jeremias' Bog (2002) ISBN 8756456697
- Kristustro (2005) ISBN 8772422580
- At være kristen: troen og livet (2006) ISBN 8787693348
- Kristusliv (2007) ISBN 9788772423029
- Anno domini - daglige refleksioner over kirkeårets tekster (2010) ISBN 9788772423319
- Anno gratia - bønner og refleksioner over kirkeårets tekster (2. række) (2013) ISBN 9788772423579